# Lionel Chouin
Lionel Chouin, né le 1er décembre 1972 à Quimper, est un dessinateur français de bande dessinée.

## Biographie
Après un bac Arts Appliqués, Lionel Chouin s'inscrit à l'atelier bande dessinée de l’École Régionale des Beaux-Arts d'Angoulême. Une fois diplômé, il publie sa première bande dessinée sur un scénario de Denis Bajram et Valérie Mangin : Les mémoires mortes ; les deux tomes paraissent aux éditions Les Humanoïdes Associés entre 2000 et 2004. Il reprend ensuite la série Les Morin-Lourdel, succédant au dessin à Baron-Brumaire, sur un scénario de Raymond Maric.
En 2006, il publie aux éditions Emmanuel Proust Le Tsar fou, une histoire en trois tomes sur un scénario de Tarek puis Colt Bingers l'insoumis en deux tomes avec Pascal Jousselin chez Fluide glacial.

## Œuvres
Sauf mention contraire, Chouin est dessinateur
- Les Mémoires mortes

1. Feu destructeur, scénario Denis Bajram, éd. Les Humanoïdes Associés, 2000  (ISBN 2-7316-1412-9)
2. Océan sans eau, scénario Valérie Mangin, éd. Les Humanoïdes Associés, 2003  (ISBN 2-7316-1461-7)

- Les Morin-Lourdel, volume 4 : Mourir pour des idées, scénario Raymond Maric, éd. Glénat collection Vécu, 2005  (ISBN 2-7234-4490-2)
- Le tsar fou, scénario Tarek, éd. Emmanuel Proust

1. L’habit ne fait pas le roi, 2005  (ISBN 2-84810-119-9)
2. Un derviche peut en cacher un autre, 2006  (ISBN 2-84810-135-0)
3. Vox populi, vox dei, 2009  (ISBN 978-2-84810-187-3)

- Colt bingers l’insoumis, scénario Pascal Jousselin, éd. Fluide glacial

1. Saison one, 2009  (ISBN 978-2-85815-869-0)

- Trois (petites) histoires de monstres, scénario Tarek, dessins Ivan Gomez-Montero, Lionel Chouin, Aurélien Morinière, ed. Emmanuel Proust, collection EP Jeunesse, 2009  (ISBN 978-2-84810-148-4)
- Douce France, scénario de Simon Rochepeau, Futuropolis, 2013  (ISBN 978-2-7548-0693-0)
- Jean-Corentin Carré, l'enfant soldat, scénario de Pascal Bresson, Paquet, coll. Mémoire 1914-1918

1. 1915-1916, dessin avec Stéphane Duval, 2014  (ISBN 978-2-88890-668-1)
2. 1916 - 1917, 2017  (ISBN 978-2-88890-733-6)
3. 1917-1918, 2017  (ISBN 978-2-88890-808-1)